# Ceratinella fumifera
Ceratinella fumifera är en spindelart som beskrevs av Saito 1939. Ceratinella fumifera ingår i släktet Ceratinella och familjen täckvävarspindlar. Inga underarter finns listade i Catalogue of Life.